# Fulda (Minnesota)
Fulda – miasto w Stanach Zjednoczonych, w stanie Minnesota, w hrabstwie Murray.